# Хињце
Хињце (словен. Hinjce) је насељено место у општини Севница, Посавска регија, Словенија.

## Историја
До територијалне реорганизације у Словенији било је у саставу старе општине Севница. Као самостално насеље, Хињце постоји од 2005. године. Настало је издвајањем дела из насеља Говеји Дол.

## Становништво
У попису становништва из 2011. године, Хињце је имало 31 становника.
| Број становника према пописима |
| ------------------------------ |
| 2011                           |
| 31                             |

Напомена: Године 2005. настала издвајањем дела из насеља Говеји Дол.